# Округ Кивено (Мичиген)
Кивено (енгл. Keweenaw County) је округ у америчкој савезној држави Мичиген.

## Демографија
По попису из 2010. године број становника је 2.156, што је 145 (-6,3%) становника мање него 2000. године.
| Група             | 2000.         | 2010.         |
| Белци             | 2.177 (94,6%) | 2.117 (98,2%) |
| Афроамериканци    | 81 (3,5%)     | 3 (0,1%)      |
| Азијати           | 3 (0,1%)      | 1 (0,0%)      |
| Хиспаноамериканци | 18 (0,8%)     | 15 (0,7%)     |
| Укупно            | 2.301         | 2.156         |